# Globalização

Participação global da riqueza por grupo de riqueza, Credit Suisse, 2021

A globalização é um dos processos de aprofundamento internacional da integração econômica, social, cultural e política, que teria sido impulsionado pela redução de custos dos meios de transporte e comunicações no final do século XX e início do século XXI sendo considerada a maior mudança da história da economia nos últimos 40 anos. Embora vários portugueses estudiosos situem a origem da globalização em tempos modernos, outros traçam a sua história muito antes da era das descobertas e viagens ao Novo Mundo pelos europeus. Alguns até mesmo traçam as origens ao terceiro milênio a.C.
O termo "globalização" tem estado em uso crescente desde meados da década de 1980 e especialmente a partir de meados da década de 1990. Em 2000, o Fundo Monetário Internacional (FMI) identificou quatro aspectos básicos da globalização: comércio e transações financeiras, movimentos de capital e de investimento, migração e movimento de pessoas e a disseminação de conhecimento onde os países relevantes se integram para dar força ao capital transnacional. Além disso, os desafios ambientais, como a mudança climática, poluição do ar e excesso de pesca do oceano, estão ligados à globalização.

## História

Sistemas globais do século XIII

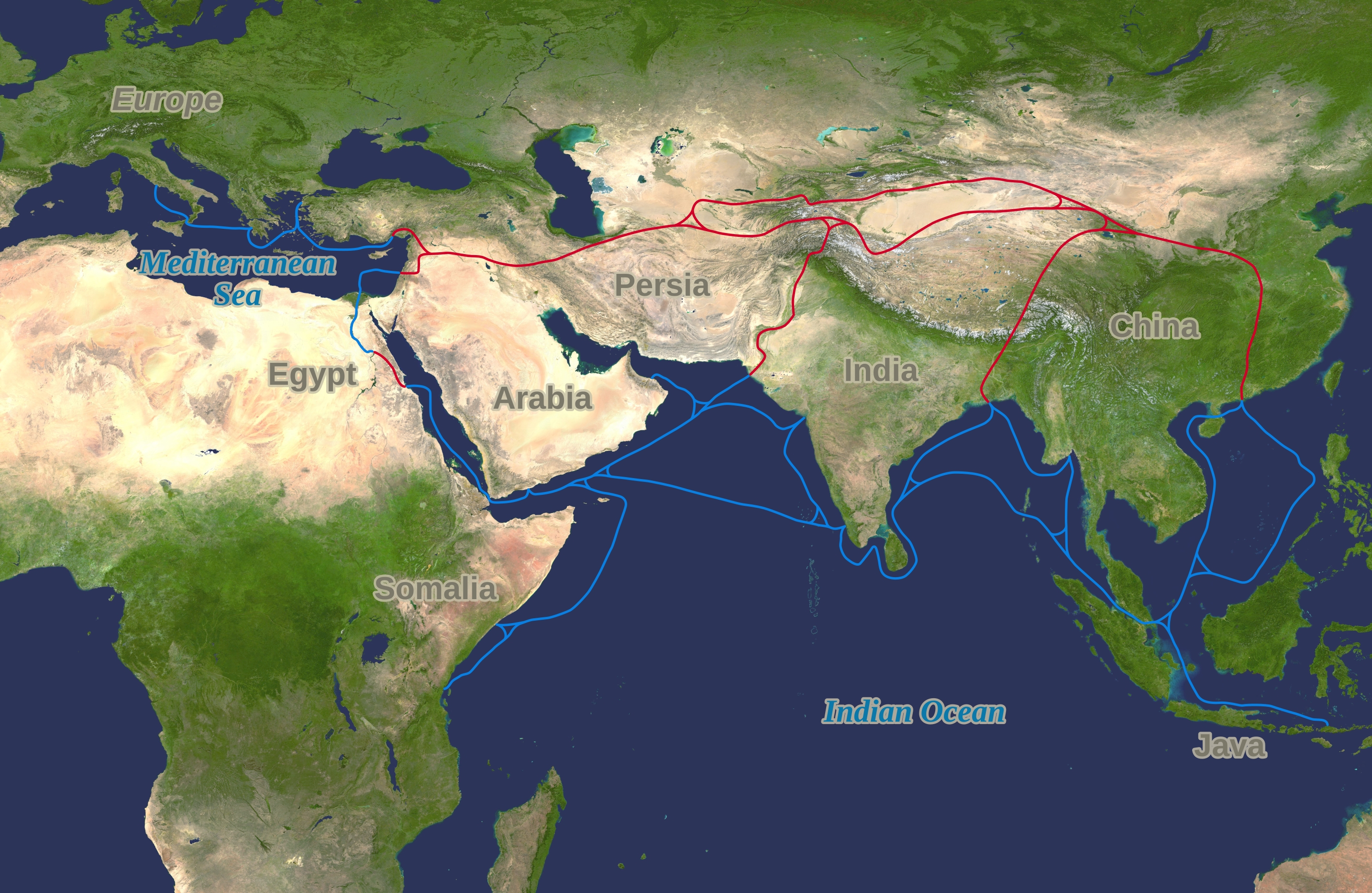
A Rota da Seda ligava a Europa, a África e a Ásia.

Os seres humanos têm interagido por longas distâncias por milhares de anos. A Rota da Seda, que ligava a Ásia, África e Europa, é um bom exemplo do poder transformador de troca que existia no "Velho Mundo". Filosofia, religião, língua, as artes e outros aspectos da cultura se espalharam e misturaram-se nas nações. Nos séculos XV e XVI, os europeus fizeram descobertas importantes em sua exploração dos oceanos, incluindo o início das viagens transatlânticas para o "Novo Mundo" das Américas. O movimento global de pessoas, bens e ideias expandiu significativamente nos séculos seguintes. No início do século XIX, o desenvolvimento de novas formas de transporte, como o navio a vapor e ferrovias, e as telecomunicações permitiram um intercâmbio global mais rápido.
Já em meio à Segunda Guerra Mundial, surgiu, em 1941, um dos primeiros sintomas da globalização das comunicações: o pacote cultural-ideológico dos Estados Unidos incluía várias edições diárias de O Repórter Esso, uma síntese noticiosa de cinco minutos rigidamente cronometrados, a primeira de caráter global, transmitido em 14 países do continente americano por 59 estações de rádio, constituindo-se na mais ampla rede radiofônica mundial.
É tido, como início da globalização moderna, o fim da Segunda Guerra mundial, e a vontade de impedir que uma monstruosidade como ela ocorresse novamente no futuro, sendo que as nações vitoriosas da guerra e as devastadas potências do eixo chegaram a conclusão que era de suma importância, para o futuro da humanidade, a criação de mecanismos diplomáticos e comerciais para aproximar, cada vez mais, as nações uma das outras. Deste consenso, nasceu as Nações Unidas, e começou a surgir o conceito de bloco econômico, pouco após isso, com a fundação da Comunidade Europeia do Carvão e do Aço - CECA.
A necessidade de expandir seus mercados levou as nações a aos poucos começarem a se abrir para produtos de outros países, marcando o crescimento da ideologia econômica do liberalismo. Atualmente, os grandes beneficiários da globalização são os grandes países emergentes, incluindo o BRICS (Brasil, Rússia, Índia, China e África do Sul), com grandes economias de exportação, grande mercado interno e cada vez maior presença mundial. Antes do BRICS, outros países fizeram uso da globalização e de economias voltadas à exportação para obter rápido crescimento e chegar ao primeiro mundo, como os tigres asiáticos na década de 1980 e o Japão na década de 1970.
Enquanto Paul Singer vê tanto a expansão comercial e marítima europeia como a globalização como caminhos pelos quais o capitalismo se desenvolveu, Maria da Conceição Tavares aposta o surgimento da globalização na acentuação do mercado financeiro, com o surgimento de novos produtos financeiros.

## Impactos
A globalização afeta todos os setores da sociedade, principalmente comunicação, comércio internacional e liberdade de movimentação, com diferente intensidade dependendo do nível de desenvolvimento e integração das nações ao redor do planeta.

### Comunicação

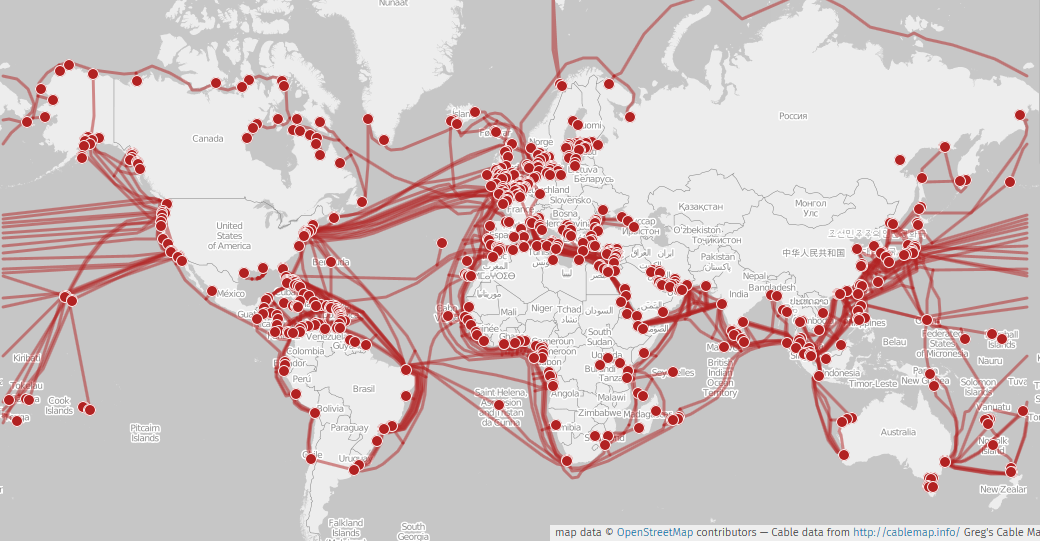
Mapa da rede de cabos submarinos ao redor da Terra que mantém a Internet

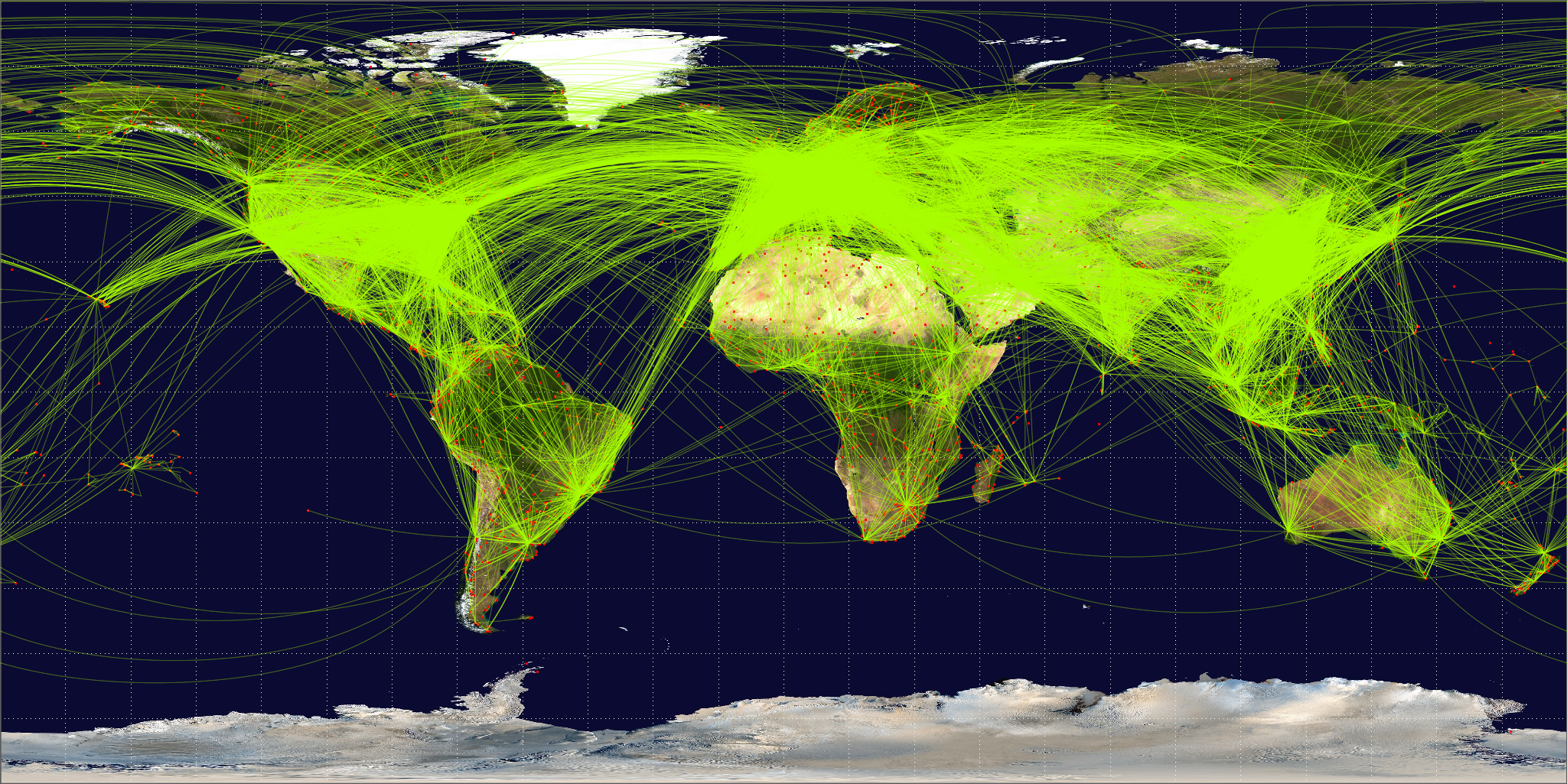
Mapa das rotas aéreas comerciais de todo o mundo em outubro de 2024.

A globalização das comunicações tem sua face mais visível na internet, a rede mundial de computadores, possível graças a acordos e protocolos entre diferentes entidades privadas da área de telecomunicações e governos no mundo. Isto permitiu um grande fluxo de troca de ideias e informações sem paralelos na história da humanidade. Se, antes, uma pessoa estava limitada à imprensa local, agora ela mesma pode se tornar parte da imprensa e observar as tendências do mundo inteiro, tendo apenas, como fator de limitação, a barreira linguística.
Outra característica da globalização das comunicações é o aumento da universalização do acesso a meios de comunicação, graças ao barateamento dos aparelhos, principalmente celulares e os de infraestrutura para as operadoras, com aumento da cobertura e incremento geral da qualidade graças a inovação tecnológica. Hoje, uma inovação criada no Japão pode aparecer no mercado português ou brasileiro em poucos dias e virar sucesso de mercado. Um exemplo da universalização do acesso à informação pode ser o próprio Brasil, hoje com 42 milhões de telefones instalados, e um aumento ainda maior de número de telefones celulares em relação à década de 1980, ultrapassando a barreira de 100 milhões de aparelhos em 2002.
Redes de televisão e imprensa multimédia em geral também sofreram um grande impacto da globalização. Um país com imprensa livre hoje em dia pode ter acesso, algumas vezes por televisão por assinatura ou satélite, a emissoras do mundo inteiro, desde a NHK do Japão até a Cartoon Network americana.
Pode-se dizer que este incremento no acesso à comunicação em massa acionado pela globalização tem impactado até mesmo as estruturas de poder estabelecidas, com forte conotação democrática, ajudando pessoas antes restritas a um pequeno grupo de radiodifusão de informação a terem acesso à informação de todo o mundo, mostrando, a elas como o mundo é e se comporta.
Infelizmente, este mesmo livre fluxo de informações é tido como uma ameaça para determinados governos ou entidades religiosas com poderes na sociedade, que têm gasto enorme quantidade de recursos para limitar o tipo de informação a que seus cidadãos tem acesso.
A República Popular da China, onde a internet tem registrado um expressivo crescimento, já contando com 136 milhões de usuários graças à evolução, iniciada em 1978, de uma economia centralmente planejada para uma nova economia socialista de mercado, é outro exemplo de nação notória por tentar limitar a visualização de certos conteúdos considerados "sensíveis" pelo governo, como a do Protesto na Praça Tiananmem em 1989. Além disso, em torno de 923 sites de notícias ao redor do mundo estão bloqueados no país, incluindo os da CNN e BBC. Sites de governos como Taiwan e sites de defesa da independência do Tibete também são proibidos. O número de pessoas presas na China por "ação subversiva" por ter publicado conteúdos críticos ao governo é estimado em mais de 40 ao ano. A própria Wikipédia já sofreu diversos bloqueios por parte do governo chinês.
No Irã, Arábia Saudita e outros países islâmicos com grande influência da religião nas esferas governamentais, a internet sofre uma enorme pressão do estado, que tenta implementar diversas vezes barreiras e dificuldades para o acesso a rede mundial, como bloqueio de sites de redes de relacionamentos sociais como Orkut e MySpace, bloqueio de sites de noticias como CNN e BBC. Acesso a conteúdo erótico também é proibido.

### Qualidade de vida

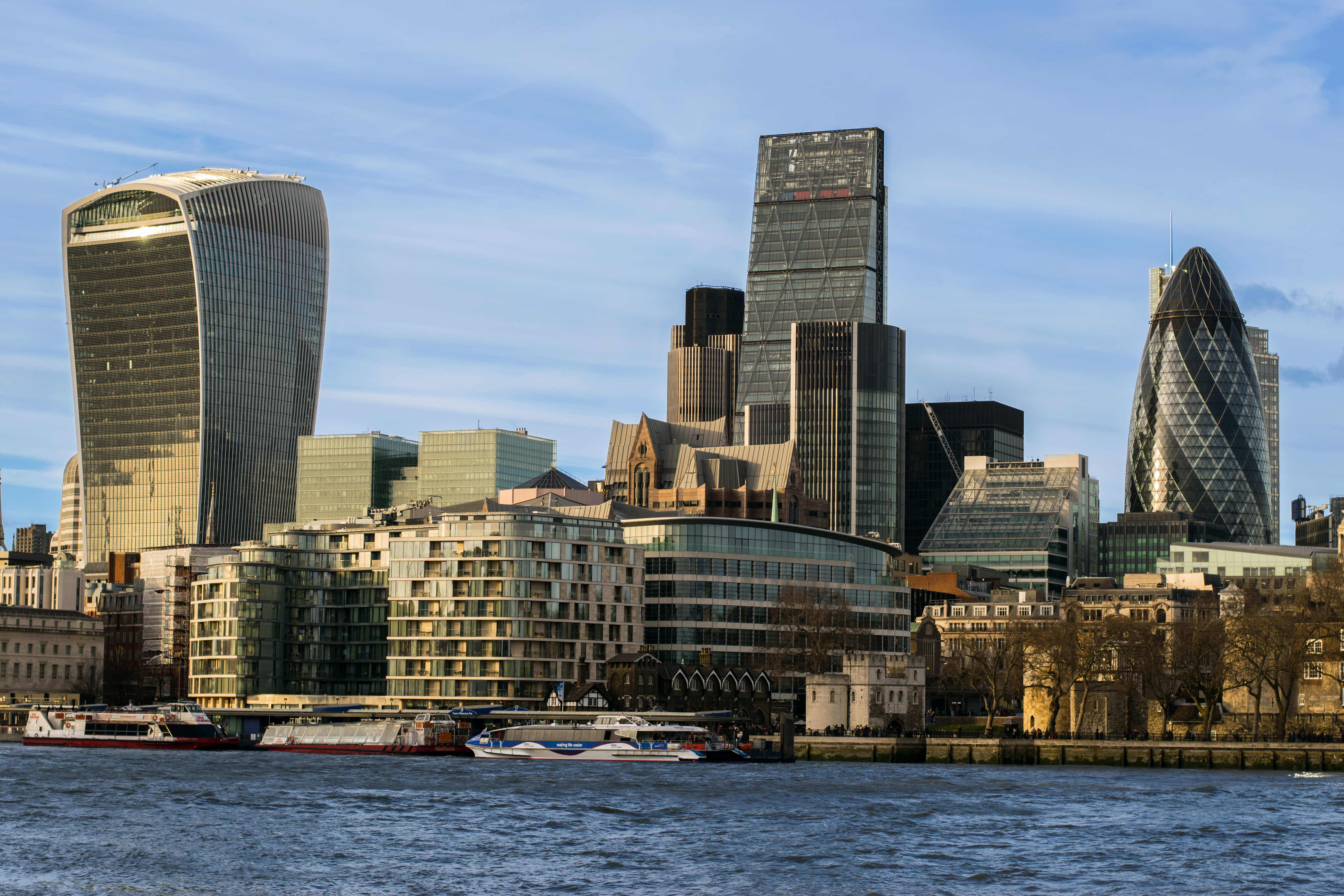
Londres, a cidade mais globalizada do planeta em 2012, junto com Nova Iorque, segundo a Rede de Pesquisa de Globalização e Cidades Mundiais

O acesso instantâneo de tecnologias, principalmente novos medicamentos, novos equipamentos cirúrgicos e técnicos, o aumento na produção de alimentos e o barateamento no custo têm causado, nas últimas décadas, um aumento generalizado da longevidade dos países emergentes e desenvolvidos. De 1981 a 2001, o número de pessoas vivendo com menos de um dólar estadunidense por dia caiu de 1,5 bilhão de pessoas para 1,1 bilhão, sendo a maior queda da pobreza registrada exatamente nos países mais liberais e abertos à globalização.
Na República Popular da China, após a flexibilização de sua economia comunista centralmente planejada para uma nova economia socialista de mercado, e uma relativa abertura de alguns de seus mercados, a porcentagem de pessoas vivendo com menos de 2 dólares estadunidenses caiu 50,1%, contra um aumento de 2,2% na África sub-saariana. Na América Latina, houve redução de 22% das pessoas vivendo em pobreza extrema de 1981 até 2002.
Embora alguns estudos sugiram que, atualmente, a distribuição de renda ou está estável ou está melhorando, sendo que as nações com maior melhora são as que possuem alta liberdade econômica pelo Índice de Liberdade Econômica, outros estudos mais recentes da Organização das Nações Unidas indicam que "a 'globalização' e 'liberalização', como motores do crescimento econômico e do desenvolvimento dos países, não reduziram as desigualdades e a pobreza nas últimas décadas".
Para o ganhador do Prémio de Ciências Económicas em Memória de Alfred Nobel Joseph Stiglitz, a globalização, que poderia ser uma força propulsora de desenvolvimento e da redução das desigualdades internacionais, está sendo corrompida por um comportamento hipócrita que não contribui para a construção de uma ordem econômica mais justa e para um mundo com menos conflitos. Esta é, em síntese, a tese defendida em seu livro A globalização e seus malefícios: a promessa não cumprida de benefícios globais. Críticos argumentam, no entanto, que a globalização fracassou em alguns países exatamente por motivos opostos aos defendidos por Stiglitz: porque foi refreada por uma influência indesejada dos governos nas taxas de juros e na reforma tributária.

### Efeitos na indústria e serviços

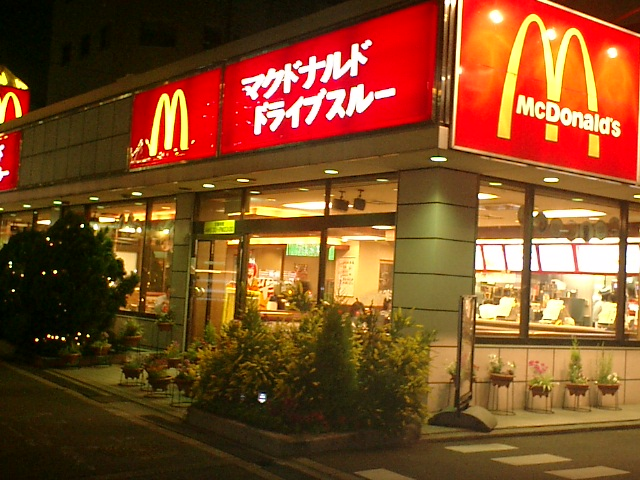
Um McDonald's em Osaka, Japão ilustra a McDonaldização da sociedade global

Os efeitos da globalização no mercado de trabalho são evidentes, com a criação da modalidade de outsourcing de empregos para países com mão de obra mais barata para execução de serviços em que não é necessária alta qualificação. Outro efeito da globalização é a produção distribuída entre vários países, seja para criação de um único produto, onde cada empresa cria uma parte, seja para criação do mesmo produto em vários países para redução de custos e para ganhar vantagens competitivas no acesso a mercados regionais.
O ponto mais evidente é o que o colunista David Brooks definiu como "Era Cognitiva", onde a capacidade de uma pessoa em processar informações ficou mais importante que sua capacidade de trabalhar como operário em uma empresa graças a automação, também conhecida como Era da Informação, uma transição da exausta era industrial para a era pós-industrial.
Nicholas A. Ashford, acadêmico do Instituto de Tecnologia de Massachusetts, conclui que a globalização aumenta o ritmo das mudanças disruptivas nos meios de produção, tendendo a um aumento de tecnologias limpas e sustentáveis, apesar que isto irá requerer uma mudança de atitude por parte dos governos se este quiser continuar relevante mundialmente, com aumento da qualidade da educação, agir como evangelista do uso de novas tecnologias e investir em pesquisa e desenvolvimento de ciências revolucionárias ou novas como nanotecnologia ou fusão nuclear. O acadêmico nota, porém, que a globalização, por si só, não traz estes benefícios sem um governo pró-ativo nestas questões, exemplificando o cada vez mais globalizado mercado dos Estados Unidos, com aumento das disparidades de salários cada vez maior, e os Países Baixos, integrante da União Europeia, que se foca no comércio dentro da própria UE em vez de mundialmente, e que apresenta as disparidades em redução.

### Críticas
Livro da ONU publicado no ano de 2007 diz que a "Globalização não resultou em queda de desigualdade e pobreza no mundo".

## Teorias da Globalização

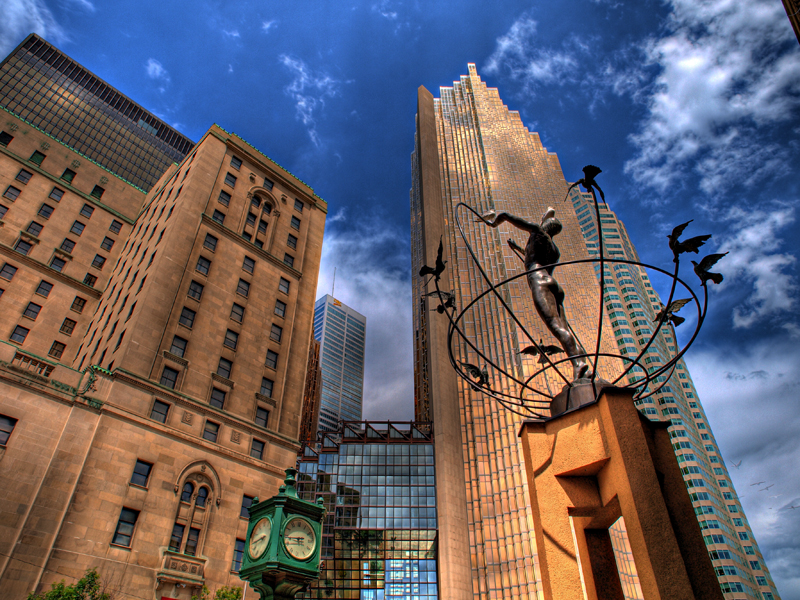
Monumento ao Multiculturalismo por Francesco Perilli em Toronto, Ontário, Canadá. Quatro esculturas idênticas estão localizadas em Buffalo City, África do Sul; Changchun, China; Sarajevo, Bósnia e Sydney, Austrália.

A globalização, por ser um fenômeno espontâneo decorrente da evolução do mercado capitalista não direcionado por uma única entidade ou pessoa, possui várias linhas teóricas que tentam explicar sua origem e seu impacto no mundo atual.
A rigor, as sociedades do mundo estão em processo de globalização desde o início da História, acelerado pela época dos Descobrimentos. Mas o processo histórico a que se denomina "globalização" é bem mais recente, datando (dependendo da conceituação e da interpretação) do colapso do bloco socialista e o consequente fim da Guerra Fria (entre 1989 e 1991), do refluxo capitalista com a estagnação econômica da União Soviética (a partir de 1975) ou ainda do próprio fim da Segunda Guerra Mundial.
No geral, a globalização é vista por alguns cientistas políticos como o movimento sob o qual se constrói o processo de ampliação da hegemonia econômica, política e cultural ocidental sobre as demais nações. Ou ainda que a globalização é a reinvenção do processo expansionista americano no período pós-guerra fria (esta reinvenção tardaria quase 10 anos para ganhar forma) com a imposição (forçosa ou não) dos modelos políticos (democracia), ideológico (liberalismo, hedonismo e individualismo) e econômico (abertura de mercados e livre competição).
Vale ressaltar que este projeto não é uma criação exclusiva do estado norte-americano e que tampouco atende exclusivamente aos interesses deste, mas também é um projeto das empresas, em especial das grandes empresas transnacionais, e governos do mundo inteiro. Nesta ponta surge a inter-relação entre a Globalização e o Consenso de Washington.

### Antonio Negri
O pensador italiano Antonio Negri defende, em seu livro "Império", que a nova realidade sócio-política do mundo é definida por uma forma de organização diferente da hierarquia vertical ou das estruturas de poder "arborizadas" (ou seja, partindo de um tronco único para diversas ramificações ou galhos cada vez menores). Para Negri, esta nova dominação (que ele batiza de "Império") é constituída por redes assimétricas, e as relações de poder se dão mais por via cultural e econômica do que pelo uso coercitivo de força. Negri entende que entidades organizadas como redes (tais como corporações, organizações não governamentais e até grupos terroristas) têm mais poder e mobilidade (portanto, mais chances de sobrevivência no novo ambiente) do que instituições paradigmáticas da modernidade (como o Estado, partidos políticos e empresas tradicionais).

### Mário Murteira
O economista português Mário Murteira, autor de uma das abordagens científicas mais antigas e consistentes sobre o fenômeno da Globalização, defende que, no século XXI, se verifica uma 'desocidentalização' da Globalização, visto que se constata que os países do Oriente, como a China, são os principais atores atuais do processo de Globalização e a hegemonia do Ocidente, no sistema econômico mundial, está a aproximar-se do seu ocaso, pelo que outras dinâmicas regionais, sobretudo na Ásia do Pacífico, ganharam mais força a nível global. Para Mário Murteira, a Globalização está relacionada com um novo tipo de capitalismo em que o «mercado de conhecimento» é o elemento mais influente no processo de acumulação de capital e de crescimento econômico no capitalismo atual, ou seja, é o núcleo duro que determina a evolução de todo o sistema econômico mundial do presente século XXI.

### Stuart Hall
Em "A Identidade Cultural na Pós-Modernidade" (2003), Stuart Hall  busca avaliar o processo de deslocamento das estruturas tradicionais ocorrido nas sociedades modernas, assim como o descentramento dos quadros de referências que ligavam o indivíduo ao seu mundo social e cultural. Tais mudanças teriam sido ocasionadas, na contemporaneidade, principalmente, pelo processo de globalização. A globalização alteraria as noções de tempo e de espaço, desalojaria o sistema social e as estruturas por muito tempo consideradas como fixas e possibilitaria o surgimento de uma pluralização dos centros de exercício do poder. Quanto ao descentramento dos sistemas de referências, Hall considera seus efeitos nas identidades modernas, enfatizando as identidades nacionais, observando o que gerou, quais as formas e quais as consequências da crise dos paradigmas do final do século XX.

### Benjamin Barber
Em seu artigo "Jihad vs. McWorld", Benjamin Barber expõe sua visão dualista para a organização geopolítica global num futuro próximo. Os dois caminhos que ele enxerga — não apenas como possíveis, mas também prováveis — são o do McMundo e o da Jihad. Mesmo que se utilizando de um termo específico da religião islâmica (cujo significado, segundo ele, é, genericamente, "luta", geralmente a "luta da alma contra o mal" e, por extensão, "guerra santa"), Barber não vê como exclusivamente muçulmana a tendência antiglobalização e pró-tribalista, ou pró-comunitária. Ele classifica, nesta corrente, inúmeros movimentos de luta contra a ação globalizante, inclusive ocidentais, como os zapatistas e outras guerrilhas latino-americanas.
Está claro que a democracia, como regime de governo particular do modo de produção da sociedade industrial, não se aplica mais à realidade contemporânea. Nem se aplicará tampouco a quaisquer dos futuros econômicos pretendidos pelas duas tendências apontadas por Barber: ou o pré-industrialismo tribalista ou o pós-industrialismo globalizado. Os modos de produção de ambos exigem outros tipos de organização política cujas demandas o sistema democrático não é capaz de atender.

### Daniele Conversi
Para Conversi, os acadêmicos ainda não chegaram a um acordo sobre o real significado do termo globalização, para o qual ainda não há uma definição coerente e universal: alguns autores se concentram nos aspectos econômicos, outros nos efeitos políticos e legislativos, e assim por diante. Para Conversi, a 'globalização cultural' é, possivelmente, sua forma mais visível e efetiva enquanto "ela caminha na sua trajetória letal de destruição global, removendo todas as seguranças e barreiras tradicionais em seu caminho. É também a forma de globalização que pode ser mais facilmente identificada com uma dominação pelos Estados Unidos. Conversi vê uma correlação entre a globalização cultural e seu conceito gêmeo de 'segurança cultural', tal como desenvolvido por Jean Tardiff, e outros
Conversi propõe a análise da 'globalização cultural' em três linhas principais: a primeira se concentra nos efeitos políticos das alterações sócio-culturais, que se identificam com a 'insegurança social'. A segunda, paradoxalmente chamada de 'falha de comunicação', tem como seu argumento principal o fato de que a 'ordem mundial' atual tem uma estrutura vertical, na realidade piramidal, onde os diversos grupos sociais têm cada vez menos oportunidades de se intercomunicar, ou interagir de maneira relevante e consoante suas tradições; de acordo com essa teoria não estaria havendo uma 'globalização' propriamente dita, mas, ao contrário, estariam sendo construídas ligações-ponte, e estaria ocorrendo uma erosão do entendimento, sob a fachada de uma homogenização global causando o colapso da comunicação interétnica e internacional, em consequência direta de uma 'americanização' superficial. A terceira linha de análise se concentra numa forma mais real e concreta de globalização: a importância crescente da diáspora na política internacional e no nascimento do que se chamou de 'nacionalismo de e-mail" - uma expressão criada por Benedict Anderson (1992). "A expansão da Internet propiciou a criação de redes etnopolíticas que só podem ser limitadas pelas fronteiras nacionais às custas de violações de direitos humanos".
O cientista político Samuel P. Huntington, ideólogo do neoconservadorismo norte-americano, enxerga a globalização como um processo de expansão da cultura ocidental e do sistema capitalista sobre os demais modos de vida e de produção do mundo, o que conduziria inevitavelmente a um "choque de civilizações".

## Antiglobalização

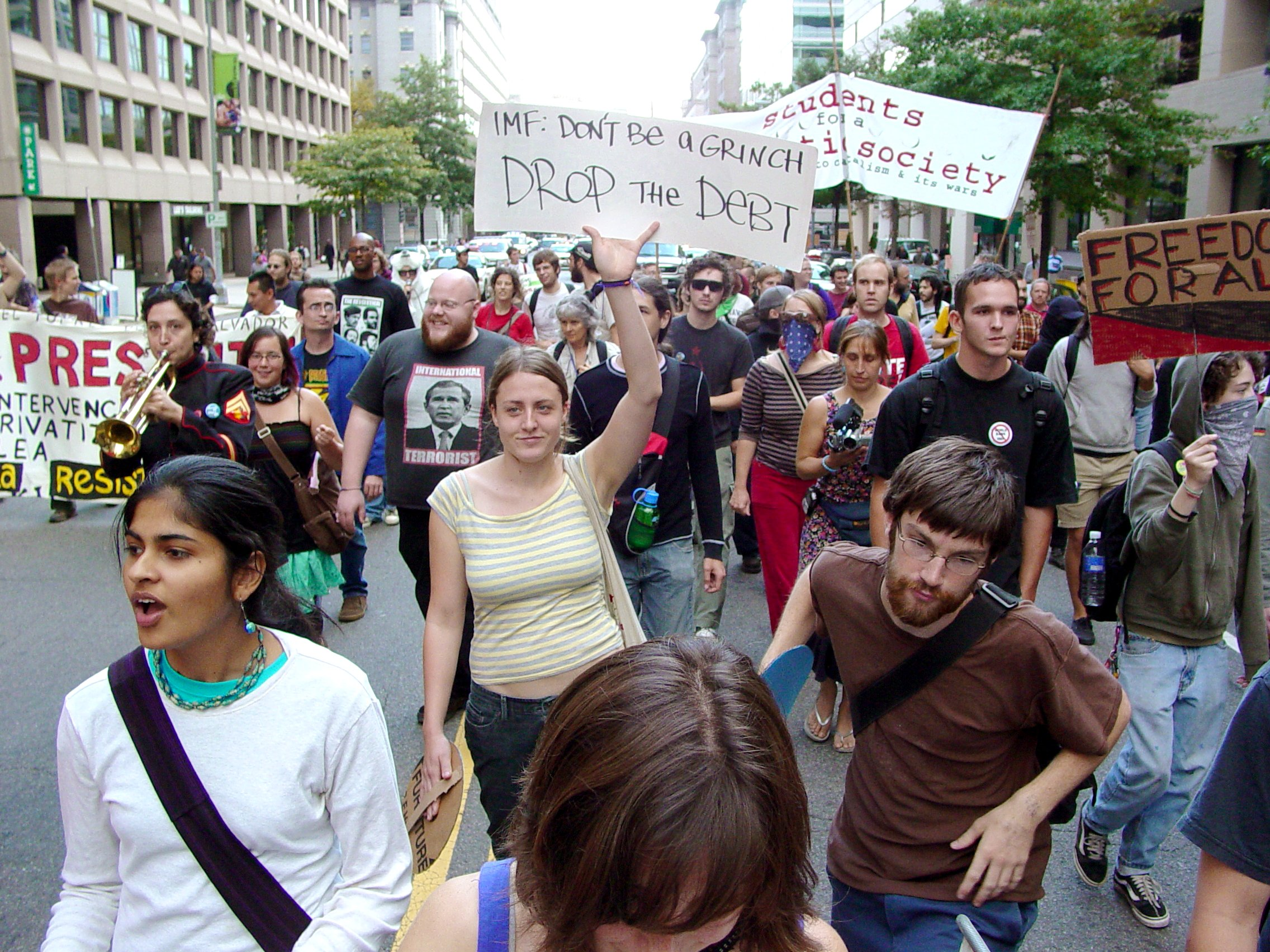
Protestos contra a reunião do Banco Mundial e do Fundo Monetário Internacional em Washington, D.C. em 2007.

Apesar das contradições, há um certo consenso a respeito das características da globalização que envolve o aumento dos riscos globais de transações financeiras, perda de parte da soberania dos Estados, com a ênfase das organizações supragovernamentais, aumento do volume e velocidade como os recursos vêm sendo transacionados pelo mundo, através do desenvolvimento tecnológico etc.
Além das discussões que envolvem a definição do conceito, há controvérsias em relação aos resultados da globalização. Tanto podemos encontrar pessoas que se posicionam a favor como contra a globalização. Um dos maiores eventos do movimento antiglobalização é o Fórum Social Mundial, que se reuniu pela primeira vez em Porto Alegre, no Brasil, em 2001. O Fórum Social Mundial serve como ponto de encontro para movimentos sociais de todo o mundo propondo a globalização alternativa, não baseada nas dinâmicas reguladas pelo capitalismo.
A globalização é um fenômeno moderno que surgiu com a evolução dos novos meios de comunicação, cada vez mais rápidos e mais eficazes. Há, no entanto, aspectos tanto positivos quanto negativos na globalização. No que concerne aos aspectos negativos, há a referir a facilidade com que tudo circula, não havendo grande controle, como se pode facilmente depreender pelos atentados de 11 de Setembro nos Estados Unidos. Outro dos aspectos negativos é a grande instabilidade econômica que se cria no mundo, pois qualquer fenômeno que acontece num determinado país atinge rapidamente outros países, criando-se contágios que, tal como as epidemias, se alastram a todos os pontos do globo como se de um único ponto se tratasse. Os países, cada vez, estão mais dependentes uns dos outros e já não há possibilidade de se isolarem no seu ninho, pois ninguém é imune a estes contágios positivos ou negativos. Como aspectos positivos, temos, sem sombra de dúvida, a facilidade com que as inovações se propagam entre países e continentes e o acesso fácil e rápido à informação e aos bens. Esta globalização serve para os mais fracos se equipararem aos mais fortes, pois tudo se consegue adquirir através desta grande autoestrada informacional do mundo que é a Internet. Com a ressalva de que, para as classes menos favorecidas economicamente, especialmente nos países em desenvolvimento, esse acesso não é "fácil" (porque seu custo é elevado) e não será rápido.

## Leituras sugeridas
- Das, D. (2006) Globalization in the World of Finance: An Analytical History. Global Economy Journal 6 (1), article 2.
- CHOSSUDOVSKY, Michel. A globalização da pobreza: impactos das reformas do FMI e do Banco Mundial/ Michel Chossudovsky ; tradução Marylene Pinto Michael. . São Paulo: Moderna, 1999. 320p. ISBN 8516022129